# Scrancia rachitica
Scrancia rachitica är en fjärilsart som beskrevs av Sergius G. Kiriakoff 1962. Scrancia rachitica ingår i släktet Scrancia och familjen tandspinnare. Inga underarter finns listade.